# Paralamprotatus striatus
Paralamprotatus striatus is een vliesvleugelig insect uit de familie Pteromalidae. De wetenschappelijke naam is voor het eerst geldig gepubliceerd in 1985 door Liao.